# Richard Bentley
Richard Bentley FRS (Oulton, Leeds, 27 de gener de 1662 - Cambridge, 14 de juliol de 1742) va ser un filòsof, bibliotecari i crític anglès, estudiós de la literatura clàssica i lligat a la vida acadèmica de la seva època. Nomenat bisbe, va acceptar una beca per predicar contra l'ateisme, usant per primer cop la ciència i no la teologia com a motiu d'argumentació (en especial les tesis de Newton). Va destacar en l'edició filològica d'Homer i el Nou Testament, anticipant-se al comparatisme posterior i fent troballes com l'explicació de la lletra digamma. La fama en vida, però, li va arribar pel seu caràcter polèmic i no tant per la seva recerca.